# Erik Anderberg
Erik Magnus Anderberg, född 1 januari 1892, död 28 februari 1990 i Engelbrekts församling i Stockholm, var en svensk sjömilitär.
Anderberg blev officer vid flottan 1912, kommendörkapten av 2:a graden 1937, kommendör 1942 och konteramiral 1945. Han var marinattaché i Paris och Haag 1934–1937, flaggkapten i kustflottan 1941–1943, chef för Kungliga Sjökrigshögskolan 1943–1945 och blev 1945 chef för marinstaben.
Anderberg studerade i Paris 1919–1920 och tjänstgjorde i Marinstaben 1923–1928 och 1932–1934. Han var även ett tag styrelseledamot i Telefonaktiebolaget L M Ericsson. Anderberg gick i pension 1957 med viceamirals rang.

## Familj
Erik Anderberg var son till kamreren Anders Anderberg och Anna Eidem-Andersson. Han gifte sig 1929 med Margareta Lindahl (1903–1995). De är begravda på Galärvarvskyrkogården i Stockholm.

## Militär karriär
Erik Anderberg tog sin sjöofficersexamen 1912 och befordrades till kapten 1921. Mellan åren 1923 och 1934 tjänstgjorde han som lärare vid Kungliga Sjökrigshögskolan. Från 1934 till 1937 var han marinattaché i Paris, Frankrike och Haag, Nederländerna. 1937 blev han kommendörkapten av andra graden och började samma år som chef för signaltjänstavdelningen i Försvarsstaben, en position han innehade fram till 1940.
Under åren 1940-1941 var han fartygschef på pansarskeppet HMS Sverige. Därefter, från 1941 till 1943, tjänstgjorde han som flaggkapten i Kustflottan och blev befordrad till kommendör år 1942. Mellan 1943 och 1945 var han chef för Kungliga Sjökrigshögskolan. År 1945 nådde han graden konteramiral och blev chef för Marinstaben, en position han hade till 1950.
Under åren 1950 till 1951 tjänstgjorde han som marinattaché i Washington, D.C., USA. Efter detta var han chef för Ostkustens marindistrikt från 1951 till 1957. År 1957 gick han i pension som viceamiral i amiralitetets reserv.

## Utmärkelser

### Svenska utmärkelser
- Innehavare av Konung Gustaf V:s jubileumsminnestecken med anledning av 90-årsdagen, 1948.[8]
- Kommendör med stora korset av Svärdsorden, 11 november 1952.[9]
- Kommendör av första klassen av Svärdsorden, 6 juni 1947.[10]
- Kommendör av andra klassen av Svärdsorden, 6 juni 1946.[11]
- Riddare av första klassen av Svärdsorden, 1933.[12]
- Riddare av Nordstjärneorden, 1941.[13]
- Riddare av första klassen av Vasaorden, 1931.[14]
- Hedersledamot av Kungliga Örlogsmannasällskapet 1945.[15]
- Ledamot av Kungliga Krigsvetenskapsakademien 1941.[16]

### Utländska utmärkelser
- Kommendör av första graden av Danska Dannebrogorden, tidigast 1947 och senast 1950.[8][17]
- Kommendör av Franska Hederslegionen, tidigast 1947 och senast 1950.[8][17]
- Officer av Franska Hederslegionen, tidigast 1931 och senast 1940.[18][19]
- Riddare av Franska Hederslegionen, tidigast 1921 och senast 1925.[20][21]
- Kommendör med svärd av Nederländska Oranien-Nassauorden, tidigast 1931 och senast 1940.[18][19]